# Ms. Jackson
Ms. Jackson è un brano musicale degli OutKast, estratto come secondo singolo dell'album Stankonia. Il singolo ha raggiunto la prima posizione della classifica Billboard Hot 100 il 17 febbraio 2001 ed ha vinto il Grammy Awards 2002 come miglior interpretazione rap di un duo o gruppo.

## Descrizione
La "Ms. Jackson" che dà il titolo al brano è nella realtà la madre di Erykah Badu, ex fidanzata di André 3000 e madre di suo figlio Seven. Il brano discute i problemi legati alla rottura ed alla separazione di una coppia che ha un figlio, e le preoccupazioni che la madre della donna nutre. 
La base della canzone deriva da un campionamento modificato di Strawberry Letter 23 di Shuggie Otis. Nel finale del brano viene accennata una versione con chitarra del Coro nuziale (Treulich geführt), dal Lohengrin di Richard Wagner.

## Altri usi e cover
La canzone è stata campionata da Jadakiss in un diss verso 50 Cent dal titolo quasi omonimo, Sorry Ms. Jackson, oltre che da DJ Khaled e SZA col brano Just Us..
Nel 2017 Brandon Saller, cantante e batterista del gruppo metalcore Atreyu, con la sua band collaterale Hell or Highwater ha pubblicato una cover in stile rap metal di Ms. Jackson.

## Tracce
CD-Maxi Arista 82253 2 / EAN 0743218225321
1. Ms. Jackson (Radio Mix) - 4:03
2. Ms. Jackson (Instrumental) - 4:34
3. Sole Sunday (Radio Mix) feat. Goodie Mob - 4:41
4. Sole Sunday (Instrumental) - 4:41

CD-Single Arista 82252 2
1. Ms. Jackson (Radio Mix) - 4:03
2. Ms. Jackson (Instrumental) - 4:34

## Classifiche
| Classifica               | Posizione più alta |
| ------------------------ | ------------------ |
| Australia                | 2                  |
| Austria                  | 3                  |
| Belgio (Fiandre)         | 2                  |
| Belgio (Vallonia)        | 5                  |
| Canada                   | 9                  |
| Danimarca                | 3                  |
| Paesi Bassi              | 1                  |
| Finlandia                | 8                  |
| Francia                  | 5                  |
| Italia                   | 9                  |
| Nuova Zelanda            | 5                  |
| Norvegia                 | 1                  |
| Svezia                   | 1                  |
| Svizzera                 | 2                  |
| Regno Unito              | 2                  |
| US Billboard Hot 100     | 1                  |
| US Hot Rap Singles       | 1                  |
| US Hot R&B/Hip Hop Songs | 1                  |
| US Rhythmic Top 40       | 1                  |
| US Hot Adult Top 40      | 13                 |